# Jay Clarke
Jay Alexander Clarke (* 27. Juli 1998 in Derby, England) ist ein britischer Tennisspieler.

## Karriere

### Juniortour
Jay Clarke gewann 2012 mit der britischen U14-Mannschaft den europäischen Winter Cup in Correggio, als sie sich im Finale gegen Schweden 2:1 durchsetzen konnten. Clarke konnte sowohl im Einzel als auch im Doppel einen Sieg beisteuern. Er konnte im selben Jahr zwei U14-Turniere der Grade 1 gewinnen und wurde die Nummer 1 der europäischen U14-Rangliste. Mit diesen Erfolgen sicherte er sich die Auszeichnung zum AEGON Juniorenspieler des Monats Mai. Im Jahr 2014 war er der beste britische Juniorenspieler, obwohl er weder in Großbritannien trainiert noch finanzielle Unterstützung vom britischen Tennis-Dachverband erhielt. Er wurde von seiner Schwester Yasmin trainiert.

### Profitour
Mit 15 Jahren gab Clarke sein Debüt auf der Profitour. Er spielt hauptsächlich auf Turnieren der Future und Challenger Tour. Auf der Future Tour konnte er bisher drei Einzeltitel gewinnen.
Zu seiner Grand-Slam-Premiere kam Clarke 2017 in Wimbledon. Zusammen mit seinem Partner Marcus Willis erhielt er eine Wildcard für den Doppelbewerb. Dort schaffte er mit zwei 5-Satz-Erfolgen in den ersten beiden Runden sensationell den Einzug ins Achtelfinale. In der zweiten Runde konnten sie das an Nummer 2 gesetzte Duo Pierre-Hugues Herbert und Nicolas Mahut schlagen. Im Achtelfinale verlor er in drei Sätzen gegen die späteren Finalisten Oliver Marach und Mate Pavić.  Seinen ersten Titelgewinn auf der Challenger Tour feierte er in Binghamton. Im Finale setzte er sich knapp in drei Sätzen gegen den topgesetzten Australier Jordan Thompson durch. Durch diesen Erfolg gelang ihm zum ersten Mal der Sprung in die Top 200 und mit dem 175. Rang seine bislang beste Platzierung in der Weltrangliste.

## Erfolge
| Legende (Anzahl der Siege)  |
| Grand Slam                  |
| ATP World Tour Finals       |
| ATP World Tour Masters 1000 |
| ATP World Tour 500          |
| ATP World Tour 250          |
| ATP Challenger Tour (6)     |

### Einzel

#### Turniersiege
| Nr. | Datum          | Turnier    | Belag     | Finalgegner          | Ergebnis        |
| --- | -------------- | ---------- | --------- | -------------------- | --------------- |
| 1.  | 29. Juli 2018  | Binghamton | Hartplatz | Jordan Thompson      | 6:76, 7:65, 6:4 |
| 2.  | 21. April 2019 | Anning     | Sand      | Prajnesh Gunneswaran | 6:4, 6:3        |
| 3.  | 1. Mai 2022    | Morelos    | Hartplatz | Adrián Menéndez      | 6:1, 4:6, 7:65  |
| 4.  | 24. Mai 2025   | Skopje     | Sand      | Nerman Fatić         | 6:2, 6:3        |

### Doppel

#### Turniersiege
| Nr. | Datum            | Turnier | Belag         | Partner       | Finalgegner                     | Ergebnis          |
| --- | ---------------- | ------- | ------------- | ------------- | ------------------------------- | ----------------- |
| 1.  | 18. Februar 2023 | Chennai | Hartplatz     | Arjun Kadhe   | Sebastian Ofner Nino Serdarušić | 6:0, 6:4          |
| 2.  | 6. Januar 2024   | Oeiras  | Hartplatz (i) | Marcus Willis | Théo Arribagé Michaël Geerts    | 6:4, 6:79, [10:3] |